# Huset Mecklenburg
Huset Mecklenburg er et nordtysk fyrstehus af slavisk oprindelse, der herskede over Mecklenburg i Nordtyskland fra 1167 og næsten uafbrudt indtil 1918. Medlemmer af fyrstehuset har også regeret i Kongeriget Sverige og Kongeriget Nederlandene.